# Kemono Jihen. Niesamowite zdarzenia
Kemono Jihen. Niesamowite zdarzenia (jap. 怪物事変 Kemono jihen) – manga autorstwa Shō Aimoto, publikowana na łamach magazynu „Jump Square” od grudnia 2016.
Na podstawie mangi studio Ajia-do Animation Works wyprodukowało serial anime, który emitowany był od stycznia do marca 2021.

## Fabuła
Kohachi Inugami, detektyw specjalizujący się w okultyzmie, przybywa do pewnej wioski w celu zbadania serii incydentów związanych z ginącymi zwierzętami gospodarskimi, których zwłoki gniją po jednej nocy. Podczas badań Inugami spotyka dziwnego chłopca pracującego w polu. Unikany przez rówieśników i nazywany „Błociuchem” (jap. 泥田坊 Dorotabō) z powodu swojego smrodu, młodzieniec pomaga Inugamiemu odkryć prawdę o zabójstwach.

## Bohaterowie
- Kabane Kusaka (jap. 日下 夏羽 Kusaka Kabane)

Seiyū: Natsumi Fujiwara 
- Kohachi Inugami (jap. 隠神 鼓八千 Inugami Kohachi)

Seiyū: Junichi Suwabe 
- Akira (jap. 晶)

Seiyū: Ayumu Murase 
- Shiki Tademaru (jap. 蓼丸 織 Tademaru Shiki)

Seiyū: Natsuki Hanae 
- Mihai (jap. ミハイ)

Seiyū: Daisuke Ono 
- Yoko Inari (jap. 飯生 妖子 Inari Yōko)

Seiyū: Kana Hanazawa 
- Kon (jap. 紺)

Seiyū: Yumiri Hanamori 
- Nobimaru (jap. 野火丸)

Seiyū: Hiro Shimono 
- Yui (jap. 結)

Seiyū: Kaito Ishikawa 
- Kumi (jap. 組)

Seiyū: Aya Hisakawa 
- Akio Tademaru (jap. 蓼丸 昭夫 Tademaru Akio)

Seiyū: Akira Ishida 

## Manga
Pierwszy rozdział mangi został opublikowany 2 grudnia 2016 w magazynie „Jump Square”. Następnie wydawnictwo Shūeisha rozpoczęło zbieranie rozdziałów do wydań w formacie tankōbon, których pierwszy tom ukazał się 3 marca 2017. Według stanu na 1 listopada 2024, do tej pory wydano 22 tomy.
W Polsce prawa do dystrybucji mangi nabyło Studio JG.
| Nr | Język japoński   | Język japoński         | Język polski         | Język polski           |
| Nr | Data wydania     | ISBN                   | Data wydania         | ISBN                   |
| --- | ---------------- | ---------------------- | -------------------- | ---------------------- |
| 1 | 3 marca 2017     | ISBN 978-4-08-881096-6 | 8 listopada 2021     | ISBN 978-83-8001-816-7 |
| Lista rozdziałów - 01. Błociuch z Jeleniej Wioski (jap. 鹿の子村の泥田坊 Kanoko-mura no Dorotabō) - 02. Owady (jap. 蟲 Mushi) - 03. Agencja ds. kemono (jap. 怪物屋 Kemono-ya) - Dodatek: Dzień bez zleceń (jap. なんにもない日 Nan’nimo nai hi)                                       |                  |                        |                      |                        |
| 2 | 4 lipca 2017     | ISBN 978-4-08-881128-4 | 20 stycznia 2022     | ISBN 978-83-8001-865-5 |
| Lista rozdziałów - 04. Lisica (jap. 女狐 Okitsune) - 05. Kotka z Shinjuku (jap. 新宿二丁目の猫 Shinjuku nichōme no neko) - 06. Potwory z kanałów rzeki Shibuya (jap. 渋谷川暗渠の怪 Shibuya-gawa ankyo no kai) - 07. Ten, który żyje w ciemności (jap. 闇に棲むもの Yami ni sumu mono) |                  |                        |                      |                        |
| 3 | 2 listopada 2017 | ISBN 978-4-08-881169-7 | 11 maja 2022         | ISBN 978-83-8001-887-7 |
| Lista rozdziałów - 08. Podejrzana fabryka (jap. 黒い工場 Kuroi kōjō) - 09. Ta, która się wyzwala (jap. 湧き出るもの Wakideru mono) - 10. Istnienie (jap. 生存 Seizon) - 11. Pajęcza nić (jap. 蜘蛛の糸 Kumo no ito)                                                                    |                  |                        |                      |                        |
| 4 | 2 marca 2018     | ISBN 978-4-08-881368-4 | 28 lipca 2022        | ISBN 978-83-8001-951-5 |
| Lista rozdziałów - 12. Szaleństwo (jap. 狂気 Kyōki) - 13. Najskrytsze pragnienie (jap. 悲願 Higan) - 14. Złota nić (jap. 金の糸 Kin no ito) - 15. Sympatia z ulicy Takeshita w Harajuku (jap. 原宿竹下通りの執心 Harajuku Takeshita Dōri no shūshin)                                   |                  |                        |                      |                        |
| 5 | 4 lipca 2018     | ISBN 978-4-08-881425-4 | 24 października 2022 | ISBN 978-83-8257-005-2 |
| Lista rozdziałów - 16. Długi dzień kabane (jap. 夏羽の長い一日 Kabane no nagai ichinichi) - 17. Ponowne spotkanie (jap. 再会 Saikai) - 18. Kamień sprowadzający śmierć (jap. 死をもたらす石 Shi o motarasu ishi) - 19. Płonący kabane (jap. 炎の屍 Honō no kabane)                     |                  |                        |                      |                        |
| 6 | 2 listopada 2018 | ISBN 978-4-08-881628-9 | 22 lutego 2023       | ISBN 978-83-8257-081-6 |
| Lista rozdziałów - 20. Sam (jap. ひとり Hitori) - 21. Misterny plan wielkiej przyjaźni (jap. みんななかよし大作戦 Min’na nakayoshi dai sakusen) - 22. Kierunek: Yashima (jap. いざ屋島 Iza Yashima) - 23. Hartowanie (jap. 鍛錬 Tanren)                                                |                  |                        |                      |                        |
| 7 | 4 marca 2019     | ISBN 978-4-08-881773-6 | 18 maja 2023         | ISBN 978-83-8257-158-5 |
| Lista rozdziałów - 24. Zła dziewczynka (jap. 悪い子 Warui ko) - 25. Wirtualna rzeczywistość (jap. 仮想現実 Kasō genjitsu) - 26. Najważniejszy (jap. 一番 Ichiban) - 27. Ambicja (jap. 野望 Yabō)                                                                                       |                  |                        |                      |                        |
| 8 | 4 lipca 2019     | ISBN 978-4-08-881892-4 | 20 lipca 2023        | ISBN 978-83-8257-199-8 |
| Lista rozdziałów - 28. Węże popiołu (jap. 灰塵の蛇 Kaijin no hebi) - 29. Jednostka specjalna wydziału śledczego (jap. 捜査特課 Sōsa toku-ka) - 30. Kontratak (jap. 逆襲 Gyakushū) - 31. Lewa strona (jap. 左 Hidari)                                                                   |                  |                        |                      |                        |
| 9 | 1 listopada 2019 | ISBN 978-4-08-882115-3 | 30 września 2023     | ISBN 978-83-8257-260-5 |
| Lista rozdziałów - 32. Do działania (jap. 東奔西走 Tōhonseisō) - 33. Hazardzista (jap. 博徒 Bakuto) - 34. Znowu razem (jap. 合流 Gōryū) - 35. Dureń (jap. 馬鹿 Baka) |                  |                        |                      |                        |
| 10 | 4 marca 2020     | ISBN 978-4-08-882236-5 | 4 stycznia 2024      | ISBN 978-83-8257-323-7 |
| Lista rozdziałów - 36. Zły nawyk (jap. 悪癖 Akuheki) - 37. Demon (jap. 魔物 Mamono) - 38. Kwiat pozbawiony zapachu (jap. 不香の花 Fukyō no hana) - 39. Przywiązanie (jap. 愛情 Aijō)                                                                                                   |                  |                        |                      |                        |
| 11 | 3 lipca 2020     | ISBN 978-4-08-882356-0 | 19 kwietnia 2024     | ISBN 978-83-8257-403-6 |
| Lista rozdziałów - 40. Bogini (jap. 女神 Megami) - 41. Osoby bliskie sercu (jap. 大切な人 Taisetsu na hito) - 42. Słońce i róża (jap. 薔薇と太陽 Bara to taiyō) - 43. Siła (jap. 逆鱗 Gekirin)                                                                                         |                  |                        |                      |                        |
| 12 | 4 listopada 2020 | ISBN 978-4-08-882438-3 | 16 lipca 2024        | ISBN 978-83-8257-474-6 |
| Lista rozdziałów - 44. Gniew królowej (jap. 逆鱗 Gekirin) - 45. Gurda manipulująca czasem (jap. 時渡しの瓢箪 Tokiwata shi no hyōtan) - 46. Broń (jap. 武器 Buki) - 47. Przyjaciele (jap. 友達 Tomodachi)                                                                               |                  |                        |                      |                        |
| 13 | 4 lutego 2021    | ISBN 978-4-08-882558-8 | 7 października 2024  | ISBN 978-83-8257-548-4 |
| Lista rozdziałów - 48. Klony płonące czerwienią (jap. 照紅葉 Terumomiji) - 49. Przebudzenie (jap. 覚醒 Kakusei) - 50. Obowiązek (jap. 使命 Shimei) |                  |                        |                      |                        |
| 14 | 2 lipca 2021     | ISBN 978-4-08-882675-2 | 23 grudnia 2024      | ISBN 978-83-8257-592-7 |
| Lista rozdziałów - 51. Ukryta Yashima (jap. 裏屋島 Ura Yashima) - 52. Dołączenie do bitwy (jap. 突入 Totsunyū) - 53. Dziesięć pięści (jap. 十拳 Totsuka) - 54. Naczynie (jap. 器 Utsumu) - 55. Wiatr niosący piekło (jap. 業火を熾す風 Gōka o okosu kaze)                              |                  |                        |                      |                        |
| 15 | 4 listopada 2021 | ISBN 978-4-08-882809-1 | 17 marca 2025        | ISBN 978-83-8257-665-8 |
| Lista rozdziałów - 56. Bestia (jap. 獸 Kemono) - 57. Spadająca gwiazda (jap. 落星 Ochibashi) - 58. Decyzja (jap. 選択 Sentaku) - 59. Raiden (jap. 頼電) |                  |                        |                      |                        |
| 16 | 4 kwietnia 2022  | ISBN 978-4-08-883056-8 | —                    |                        |
| Lista rozdziałów - 60. Mei (jap. 鳴) - 61. ーTaiー (jap. ー対ー) - 62. Crazy for you - 63. Tsuna onigiri (jap. 綱鬼切) - 64. Torihiki (jap. 取引) |                  |                        |                      |                        |
| 17 | 2 września 2022  | ISBN 978-4-08-883206-7 | —                    |                        |
| Lista rozdziałów - 65. Aibō (jap. 相棒) - 66. Tanuki (jap. 狸) - 67. Majo no Furusato (jap. 魔女の古里) - 68. Utage no mae (jap. 宴の前) - 69. Na naki hana (jap. 名無き花) |                  |                        |                      |                        |
| 18 | 3 lutego 2023    | ISBN 978-4-08-883314-9 | —                    |                        |
| Lista rozdziałów - 70. Shin’en (jap. 深淵) - 71. Akujo (jap. 悪女) - 72. Kyōen (jap. 狂宴) - 73. Jiyū (jap. 自由) - 74. Batsu (jap. 罰) |                  |                        |                      |                        |
| 19 | 4 lipca 2023     | ISBN 978-4-08-883497-9 | —                    |                        |
| Lista rozdziałów - 75. Rōchō kumo wo kou (jap. 籠鳥雲を恋う) - 76. Kakugo (jap. 覚悟) - 77. Inori (jap. 祈り) - 78. Usotsuki (jap. 嘘つき) - 79. Furareta sai (jap. 振られた賽) |                  |                        |                      |                        |
| 20 | 4 grudnia 2023   | ISBN 978-4-08-883695-9 | —                    |                        |
| Lista rozdziałów - 80. Aru kaibutsu (jap. ある怪物) - 81. Kōya no bara (jap. 荒野の薔薇) - 82. Keikaku (jap. 計画) - 83. Mabutsu (jap. 真物) - 84. Tsunagari (jap. 繋がり) |                  |                        |                      |                        |
| 21 | 2 maja 2024      | ISBN 978-4-08-883890-8 | —                    |                        |
| Lista rozdziałów - 85. Shinten (jap. 進展) - 86. Saikai (jap. 再会) - 87. Shikoku no Ji (jap. 四国の地) - 88. Iza Shutsujin (jap. いざ出陣) - 89. Tsuini Arawareru (jap. ついに現れる)                                                                                                 |                  |                        |                      |                        |
| 22 | 1 listopada 2024 | ISBN 978-4-08-884215-8 | —                    |                        |
| Lista rozdziałów - 90. Nakama (jap. 仲間) - 91. Mae e (jap. 前へ) - 92. Mokuteki (jap. 目的) - 93. Taiketsu (jap. 対決) - 94. Hyouzou (jap. 氷像) |                  |                        |                      |                        |

## Anime
Adaptacja w formie telewizyjnego serialu anime została ogłoszona 21 grudnia 2019 podczas 20. edycji wydarzenia Jump Festa. Seria została zanimowana przez studio Ajia-do Animation Works i wyreżyserowana przez Masayę Fujimori. Za kompozycję serii odpowiada Noboru Kimura, natomiast postacie zaprojektowała Nozomi Tachibana. Serial był emitowany od 10 stycznia do 28 marca 2021 w stacjach Tokyo MX, ytv i BS11. Motywem otwierającym jest „Kemono michi” (jap. ケモノミチ) w wykonaniu Daisuke Ono, końcowym zaś „－Shirushi－” (jap. －標－) autorstwa Sayaki Sasaki. Licencję na streaming serii nabyło Funimation, udostępniając go na swojej stronie internetowej w Ameryce Północnej i na Wyspach Brytyjskich, w Europie za pośrednictwem Wakanim, a w Australii i Nowej Zelandii za pośrednictwem AnimeLab. Po przejęciu Crunchyroll przez Sony, serial został przeniesiony na platformę Crunchyroll.